# Banca centrale del Gambia
La banca centrale del Gambia è la banca centrale dello stato africano del Gambia.
La valuta ufficiale che stampano e coniano è il dalasi gambese.